# Sainneville
Sainneville település Franciaországban, Seine-Maritime megyében. Lakosainak száma 866 fő (2022. január 1.). Sainneville Épretot, Étainhus, Manéglise és Saint-Laurent-de-Brèvedent községekkel határos.

## Népesség
A település népessége az elmúlt években az alábbi módon változott:
| Lakosok száma | 833  | 846  | 854  | 846  | 848  | 850  | 852  | 854  | 866  |
|               | 2013 | 2015 | 2016 | 2017 | 2018 | 2019 | 2020 | 2021 | 2022 |